# Becoming
Albums de Ari Koivunen
Fuel For The Fire
(2007)
Becoming est le second album de Ari Koivunen, le gagnant de Finnish Idols 2007 (en) en Finlande.
Le titre bonus The Evil That Men Do est une cover acoustique du titre du groupe Iron Maiden qu'Ari avait déjà chanté pendant Idols. Il a modifié quelque peu la musique et l'arrangement des paroles. L'album atteindra la 1re place des charts finlandais.

## Liste des morceaux
| No  | Titre                        | Paroles                                                         | Musique                                      | Durée |
| --- | ---------------------------- | --------------------------------------------------------------- | -------------------------------------------- | ----- |
| 1.  | Raging Machine               | Nino Laurenne & Pasi Heikkilä                                   | Nino Laurenne & Pasi Heikkilä                | 4:34  |
| 2.  | Under the Burning Sky        | Vili Ollila                                                     | Ari Koivunen Band                            | 5:49  |
| 3.  | Give Me a Reason             | Nino Laurenne & Pasi Heikkilä                                   | Nino Laurenne & Pasi Heikkilä                | 3:49  |
| 4.  | Sign of Our Times            | Luca Gargano                                                    | Ari Koivunen Band                            | 4:33  |
| 5.  | Sweet Madness                | Maija Kalaoja & Pasi Heikkilä                                   | Pasi Heikkilä                                | 5:36  |
| 6.  | Father                       | Luca Gargano, Ari Koivunen, Erkka Korhonen & Erkki Silvennoinen | Ari Koivunen Band                            | 5:52  |
| 7.  | Keepers of the Night         | Luca Gargano & Laura Reunanen                                   | Ari Koivunen Band                            | 4:45  |
| 8.  | Tears Keep Falling           | Vili Ollila                                                     | Ari Koivunen Band                            | 4:47  |
| 9.  | Hero's Gold                  | Luca Gargano                                                    | Ari Koivunen Band                            | 3:56  |
| 10. | My Mistake                   | Rauli Eskolin & Erno Laitinen                                   | Rauli Eskolin & Erno Laitinen                | 4:18  |
| 11. | Unscarred Within             | Mikko Salovaara                                                 | Mikko Salovaara                              | 4:18  |
| 12. | Bonus : The Evil That Men Do | Bruce Dickinson, Steve Harris & Adrian Smith                    | Bruce Dickinson, Steve Harris & Adrian Smith | 3:24  |